# Igor Ivanov
Pour les articles homonymes, voir Ivanov.
Pour le joueur d'échecs soviétique puis canadien, voir Igor Ivanov (joueur d'échecs).
Igor Sergueïevitch Ivanov (en russe : Игорь Сергеевич Иванов), né le 23 septembre 1945 à Moscou, est un homme politique russe, président du Comité des affaires internationales russes (Russian International Affairs Council) depuis 2011. Il est aussi membre du conseil de direction, président du comité de stratégie et des investissements, et membre du comité d'audit de PJSC Lukoil, le plus grand producteur russe de pétrole.
Il a notamment été ministre des Affaires étrangères sous les présidents Boris Eltsine et Vladimir Poutine de 1998 à 2004, puis secrétaire du Conseil de sécurité de Russie de 2004 à 2007.

## Biographie

### Formation
Igor Sergueïevitch Ivanov étudie à l'école militaire Souvorov de Moscou (1963), puis à l'université linguistique Maurice Thorez (1969). Il obtient son doctorat en histoire et devient professeur à l'institut d'État des relations internationales de Moscou

### Carrière
De 1969 à 1973, Igor Ivanov est conseiller scientifique à l'institut d'économie et des relations internationales de l'académie des sciences d'URSS. De 1973 à 1978, il est 2e secrétaire du premier département européen du ministère des Affaires étrangères, 1er secrétaire d'ambassade à Madrid. En 1978, il est conseiller d'ambassade à Madrid, conseiller, puis envoyé à l'ambassade de Madrid de 1980 à 1983. Jusqu'en 1984, Igor Sergueïevitch Ivanov est expert de 1re classe du 1er département européen du ministère des Affaires étrangères, puis conseiller d'Édouard Chevardnadzé (ministre des Affaires étrangères) jusqu'en 1986, année où il devient vice-chef, puis premier vice-chef d'administration du département du haut-secrétariat du ministère des Affaires étrangères. En 1989, il est chef du département du haut-secrétariat du ministère des Affaires étrangères, puis ambassadeur extraordinaire et plénipotentiaire à Madrid en 1991.
En 1995, Igor Ivanov est premier vice-ministre des Affaires étrangères, et en 1998 il est nommé ministre des Affaires étrangères de la fédération de Russie, fonction qu'il occupe jusqu'en 2004. De 1998 à 2007, il est également membre permanent du Conseil de sécurité de la fédération de Russie (secrétaire à partir de 2004). Il quitte ce dernier poste sans explication en octobre 2007, mais ce départ pourrait s'expliquer par la stratégie anti-occidentale de Poutine qu'Ivanov désavoue.
En 2011, Igor Ivanov est nommé président du Comité des affaires internationales russes (Russian International Affairs Council).
En février 2014, dans un contexte de crise ukrainienne, Igor Ivanov s'est rendu à Paris au titre de président du Conseil russe pour les affaires internationales afin de se rapprocher de l'Europe dans le « sauvetage de l'Ukraine ». En mars 2016, il déclare qu'avec la crise ukrainienne, le risque de guerre nucléaire en Europe est plus élevé que dans les années 1980. En juin 2017, il somme les chefs d'État Trump et Poutine de contrecarrer l'escalade des tensions autour de l'Ukraine et du Moyen-Orient pour éviter une guerre.

## Autres fonctions
- Depuis 2005 : professeur de la chaire des processus politiques globaux à l'institut de l'état de Moscou de relations internationales.
- Depuis 2011 : président de l'association « Russian International Affairs Council ».
- Depuis 2013 : membre du comité de gestion de Rissa Investments N.V.
- Depuis 2014 : membre du comité de conseil international d'Universal Credit Rating Group Co., Limited.
- Depuis 2015 : membre du comité de conseil international d'UniCredit Group.
- Membre du conseil de direction, président du comité de stratégie et des investissements, et membre du comité d'audit de PJSC Lukoïl.
- Membre du conseil européen sur la tolérance et la réconciliation.
- Conseiller observateur du forum international de Luxembourg sur la prévention des catastrophes nucléaires.

## Œuvres
- (ru) Dix ans de politique extérieure de la nouvelle Russie, Moscou, 2002.